# Weni Markowski

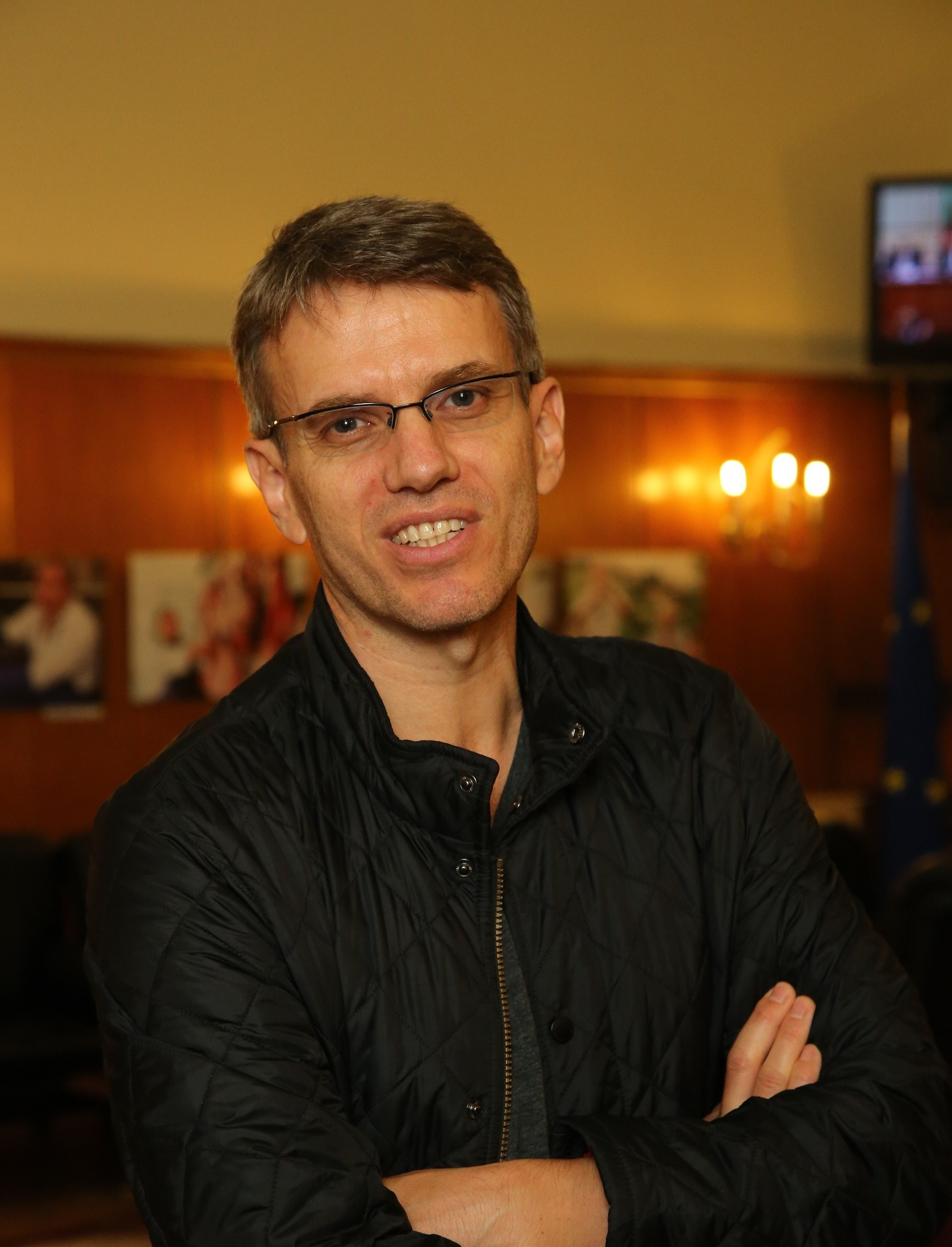
Weni Markowski (2015)

Weni Milanow Markowski (auch Veni Milanov Markowski geschrieben, bulgarisch Вени Миланов Марковски; * 3. April 1968 in Skopje, Jugoslawien) ist ein bulgarischer Schriftsteller und Publizist, Begründer und Vorsitzender der Internet Society in Bulgarien.
Weni Markowski wurde in der sozialistischen jugoslawischen Teilrepublik Mazedonien geboren. Er wurde mit seiner Familie am 3. Juni 1968 aus Jugoslawien ausgewiesen, da sich sein Vater, der Schriftsteller Mile Markowski nicht dem Druck der jugoslawischen Kommunisten beugen wollte, sich als Mazedonier, statt als Bulgare zu bezeichnen. Einige Jahre später starb Mile Markowski am 12. April 1975 an einem bis heute ungeklärten Autounfall.
In der bulgarischen Hauptstadt Sofia angekommen, machte  1987 Weni Markowski seinen Schulabschluss an dem 114 Englischsprachigen Gymnasium in Sofia und 1997 seinen Jura-Studiumabschluss an der Sofioter Universität „Kliment-Ohridski“. Zwischen 1990 und 1993 arbeitet er als Systemadministrator. 1993 gründet er gemeinsam mit Dimitar Gantschew, und war bis 2002 dessen Vorsitzender, den zweiten Internet-Anbieter in Bulgarien BOL.bg, der heute Teil von PowerNet ist.
Weni Markowski schreibt regelmäßig Beiträge in Wikipedia.